# Дудко, Дмитрий Сергеевич
Дми́трий Серге́евич Дудко́ (24 февраля 1922, дер. Зарюховская Буда, Стародубский уезд, Гомельская губерния — 28 июня 2004, Москва) — протоиерей Русской православной церкви, церковный писатель, поэт, проповедник, диссидент.

## Биография

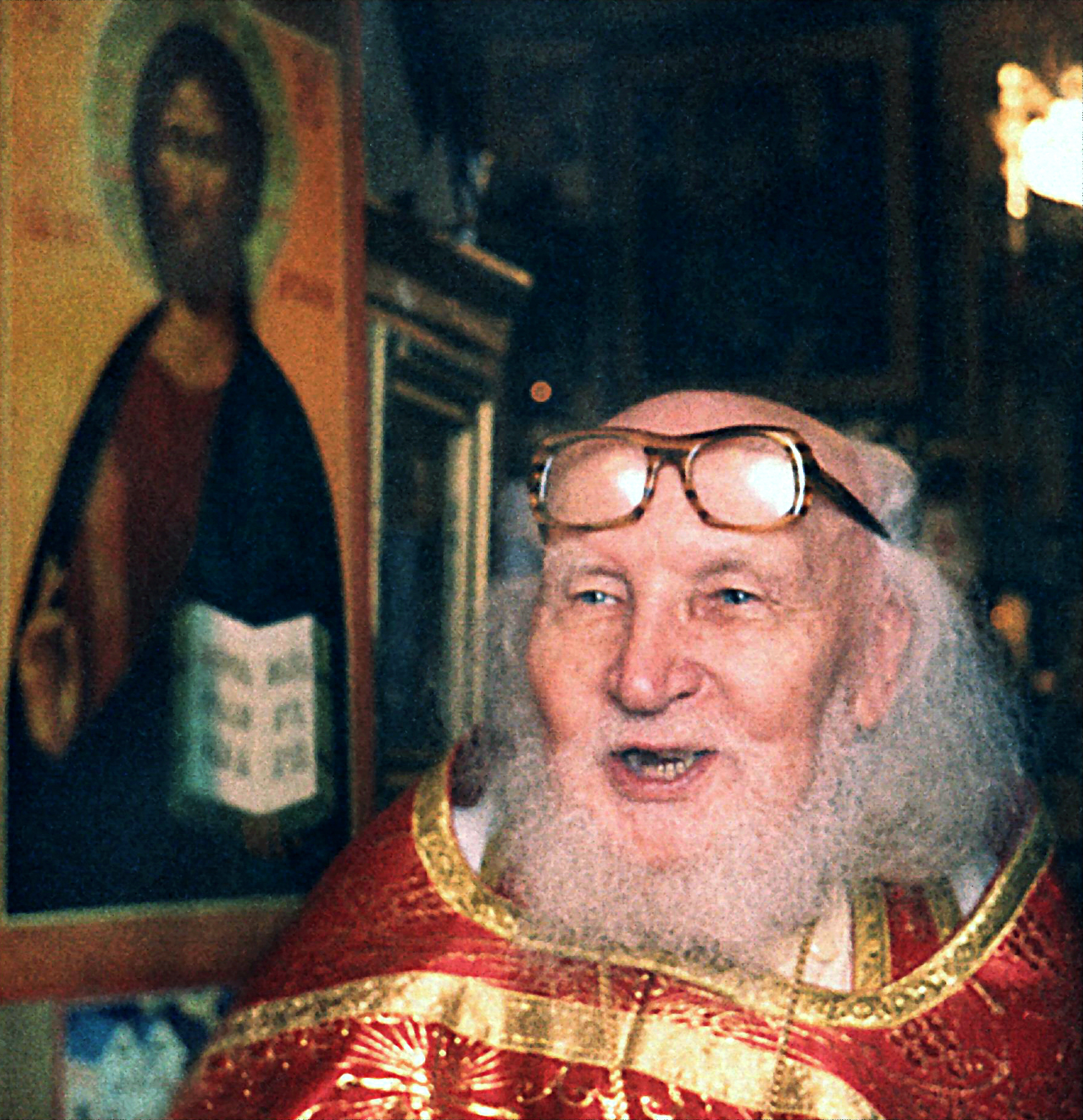
Дмитрий Дудко на пасхальном богослужении в своём домовом храме у речного вокзала в Москве, 2001 год

Родился 24 февраля 1922 года в деревне Зарюховская Буда Стародубского уезда Гомельской губернии (ныне Березина, Унечский район, Брянская область) в семье крестьянина. Отец — Сергей Ермолаевич Дудко — был арестован в 1937 году за отказ вступить в колхоз. Мать — Елизавета Никаноровна Дудко — воспитывала четверых детей: Дмитрия, Владимира, Николая и Матрёну.
В 1941—1943 годах находился на оккупированной территории. В 1943 году был призван в Красную армию, воевал/ В 1944 году был комиссован после ранения и перенесённой болезни (тифа).
В 1945 году поступил в Московскую духовную семинарию. После её окончания в 1947 году переведён в духовную академию.
20 января 1948 года был арестован и приговорён к десяти годам лагерей с последующими пятью годами поражения в правах по ст. 58—10 Уголовного кодекса РСФСР (антисоветская агитация и пропаганда) — за то, что в 1942 году, находясь в оккупации, опубликовал свои стихи в газете, контролировавшейся немецкими властями. В 1956 году был освобождён.
Был восстановлен в академии, окончил её в 1960 году. Рукоположён в священники. Служил в московском Преображенском (Петропавловском) храме. В 1964 году храм был закрыт и взорван. Дмитрий Дудко был переведён служить в храм святителя Николая, что на Преображенском кладбище.
В 1973 году «за нарушение церковной дисциплины», а точнее за его проповеди, отцу Дмитрию запретили служить. Через четыре месяца запрещение было снято, а отец Дмитрий был направлен священником в храм Великомученика Никиты в отдалённое село Кабаново Орехово-Зуевского района Московской области. После тяжёлой аварии и излечения отец Димитрий приступил к службе в храме Смоленско-Гребневской иконы Божией Матери в селе Гребнево Московской области.
В середине 1970-х годов начал публиковать на Западе свои статьи и воззвания, именуя себя «солдатом русской армии». Пресса РПЦЗ, прежде всего «Православная Русь», охотно публиковала его тексты. Священник рассказывал об уничтожении крестьянства, аресте отца, своих собственных страданиях, пережитых в советских лагерях.
15 января 1980 года отец Дмитрий был обвинён в антисоветской деятельности и арестован. Ареста и последующего давления не перенёс. 5 июня 1980 года он обратился с открытым письмом к патриарху Пимену, где заявил, что никогда не боролся против советской власти. Подобное заявление он сделал и по телевидению 20 июня во время Московской Олимпиады, «не в рясе, а в плохо сидящем костюмчике». 21 июня выступил и со статьёй «Запад ищет сенсаций», где отрицал гонения, воспевал Советский Союз и отрекался от своих прежних «клеветнических книг и статей». Вчерашний обличитель коммунизма назвал и людей, через которых передавал свои тексты на запад, — корреспондента «Нью-Йорк Таймс» К. Рена, профессора А. Р. Небольсина и архиепископа Василия (Кривошеина). В 1981 году уголовное дело против отца Дмитрия было закрыто.
После этого от него отвернулись многие друзья. Однако верность пастырю сохранили его прихожане: пушкинист Валентин Непомнящий и литературовед Евгений Пастернак. В течение многих лет отец Дмитрий поддерживал добрые отношения с отцом Александром Менем, несмотря на их мировоззренческие расхождения.
В сентябре 1980 года отец Димитрий приступил к служению в храме Владимирской иконы Божией Матери в селе Виноградове Московской области. В 1984 году по решению церковных властей был отправлен служить сельским священником в село Черкизово Коломенского района. В 1990 году удостоен сана протоиерея. В 2001 году награждён крестом с украшениями.
Скончался рано утром 28 июня 2004 года; похоронен 30 июня на Пятницком кладбище Москвы.

## Общественная деятельность
Стал широко известен благодаря ярким проповедям, часть из которых была издана в виде книги. Был духовником очень значительного числа людей, среди которых много известных и общественно значимых лиц. Организатор христианских чтений и собеседований, общества трезвости. Писатель и поэт. В своих книгах и стихах описывал пережитый духовный опыт, проповедовал православную веру.
Был духовником газеты «Завтра», печатал в ней свои статьи.
Был членом Союза писателей России, автором ряда поэтических и прозаических произведений.
Написал послесловие к изданной в 1995 году книге Михаила Лобанова «Сталин», в котором заявил, что Сталин был верующим человеком и по-отечески заботился о России: «Если с Божеской точки посмотреть на Сталина, то это в самом деле был особый человек, Богом данный, Богом хранимый… Сталин сохранил Россию, показал, что она значит для всего мира. Сталин с внешней стороны атеист, но на самом деле он верующий человек. <…> Не случайно он и учился и в духовной семинарии, хотя и потерял там веру, но чтоб по-настоящему её приобрести. А мы этого не понимаем… Но самое главное все-таки, что Сталин по-отечески заботился о России».
Как отмечал Виталий Аверьянов (в 2013): «Образ примирения царя-мученика и генералиссимуса Сталина, насколько мне известно, впервые прозвучал в книгах протоиерея Димитрия Дудко, священника, который для многих православных служит камертоном в духовном понимании политической жизни. В работе „Посмертные встречи со Сталиным“ он изображает встречу царя и диктатора: Сталин, разглядев, кто перед ним, бухнулся в ноги государю. А Николай II в разговоре с советским вождем признает: „Сталин старался сохранить страну как империю“».